# Arquidiocese de Porto Alegre
A Arquidiocese de Porto Alegre (Archidiœcesis Portalegrensis in Brasilia) é uma circunscrição eclesiástica da Igreja Católica no estado do Rio Grande do Sul. Pertence ao Conselho Episcopal Regional Sul III da Conferência Nacional dos Bispos do Brasil. A sede arquiepiscopal está na cidade de Porto Alegre, no estado do Rio Grande do Sul.

## Histórico

### Diocese de São Pedro do Rio Grande do Sul
O Evangelho de Cristo, pela voz da Igreja Católica, faz morada nestas terras desde o ano de 1626, quando jesuítas espanhóis, vindos do Paraguai, fundaram em solo gaúcho, sete importantes Reduções (Missões) para reunir os índios em aldeias e, assim, cristianizá-los e defendê-los da exploração e escravidão dos colonizadores. A primeira Redução foi aberta em São Nicolau do Piratini, a 3 de maio de 1626, pelos padres Roque Gonzáles e Miguel de Ampuero.
Em visita pastoral realizada em fins de 1845 e início de 1846, o bispo do Rio de Janeiro, Dom Manuel do Monte Rodrigues de Araújo, acompanhando a comitiva de D. Pedro II e Dona Teresa Cristina, constatou a precariedade da Igreja em solo gaúcho. Precariedade decorrida da Revolução Farroupilha (1835-1845) e do cisma religioso, que esta acarretou com a proclamação da República Rio-Grandense, por Bento Gonçalves, que nomeou em 22 de junho de 1838, um vigário apostólico, sendo o Padre Francisco das Chagas Martins Ávila e Sousa, (Padre Chagas).
Tendo chegado os tempos de paz e vendo o estado desolador da Igreja no Rio Grande do Sul, surgia a necessidade urgente da criação de uma diocese nova.
Em agosto de 1847, o Senado do Império aprovava a criação de um bispado, na Província de São Pedro do Rio Grande do Sul. Era o primeiro passo, indispensável para iniciar, em Roma, um processo de criação de um novo bispado.
A Diocese de São Pedro do Rio Grande do Sul, desmembrada da Diocese de São Sebastião do Rio de Janeiro, foi criada em 7 de maio de 1848 pela Bula Ad Oves Dominicas rite Pascendas, do Beato Pio IX. Ela se tornou sufragânea da Arquidiocese de São Salvador da Bahia, até o dia 27 de abril de 1892, quando a diocese de São Sebastião do Rio de Janeiro foi elevada à categoria  de arquidiocese, tendo a do Rio Grande do Sul como sufragânea. O primeiro bispo do Rio Grande do Sul foi Dom Feliciano José Rodrigues de Araújo Prates, nomeado pelo Beato Pio IX, a 26 de setembro de 1852 para assumir a Diocese criada em 1848, com nome de São Pedro do Rio Grande do Sul.

### Arquidiocese de Porto Alegre
Em 15 de agosto de 1910, pela Bula Praedecessorum Nostrorum, do Papa São Pio X, a diocese foi dividida em quatro circunscrições eclesiásticas, sendo criadas as dioceses de Pelotas, Santa Maria e Uruguaiana, e Porto Alegre elevada à categoria de Arquidiocese. E assim constituindo a Província Eclesiástica de Porto Alegre, formada por todas as dioceses do Rio Grande do Sul e até 1927 ainda contava com a Diocese de Florianópolis.
Em 2008, o Rio Grande do Sul era formado por dezessete dioceses, mais a arquidiocese: Porto Alegre, em 1848; Pelotas, em 1910; Uruguaiana, em 1910; Santa Maria, em 1910; Caxias do Sul, em 1934; Vacaria, em 1957; Passo Fundo, em 1951; Santa Cruz do Sul, em 1959; Bagé, em 1960; Frederico Westphalen, em 1962; Santo Ângelo, em 1961; Erechim, em 1971; Cruz Alta, em 1971; Rio Grande, em 1971; Novo Hamburgo, em 1980; Cachoeira do Sul, em 1991; Osório, em 1999 e Montenegro, em 2008.
No dia 17 de agosto de 2010 a Arquidiocese foi homenageada pela Câmara de Vereadores da cidade de Porto Alegre pelo seu centenário.
Aos 13 de abril de 2011 o Papa Bento XVI criou três novas Arquidioceses no Rio Grande do Sul, redefinindo o mapa católico no sul do Brasil. Foram criadas: Arquidiocese de Pelotas, Arquidiocese de Passo Fundo e a Arquidiocese de Santa Maria. Com a elevação das novas Arquidioceses foram criadas três novas Províncias Eclesiásticas no estado do Rio Grande do Sul. A Província Eclesiástica de Porto Alegre, que até o momento era uma das maiores do mundo em extensão, agora agrupa as dioceses: Caxias do Sul, Novo Hamburgo, Osório e Montenegro.

## Padroeira

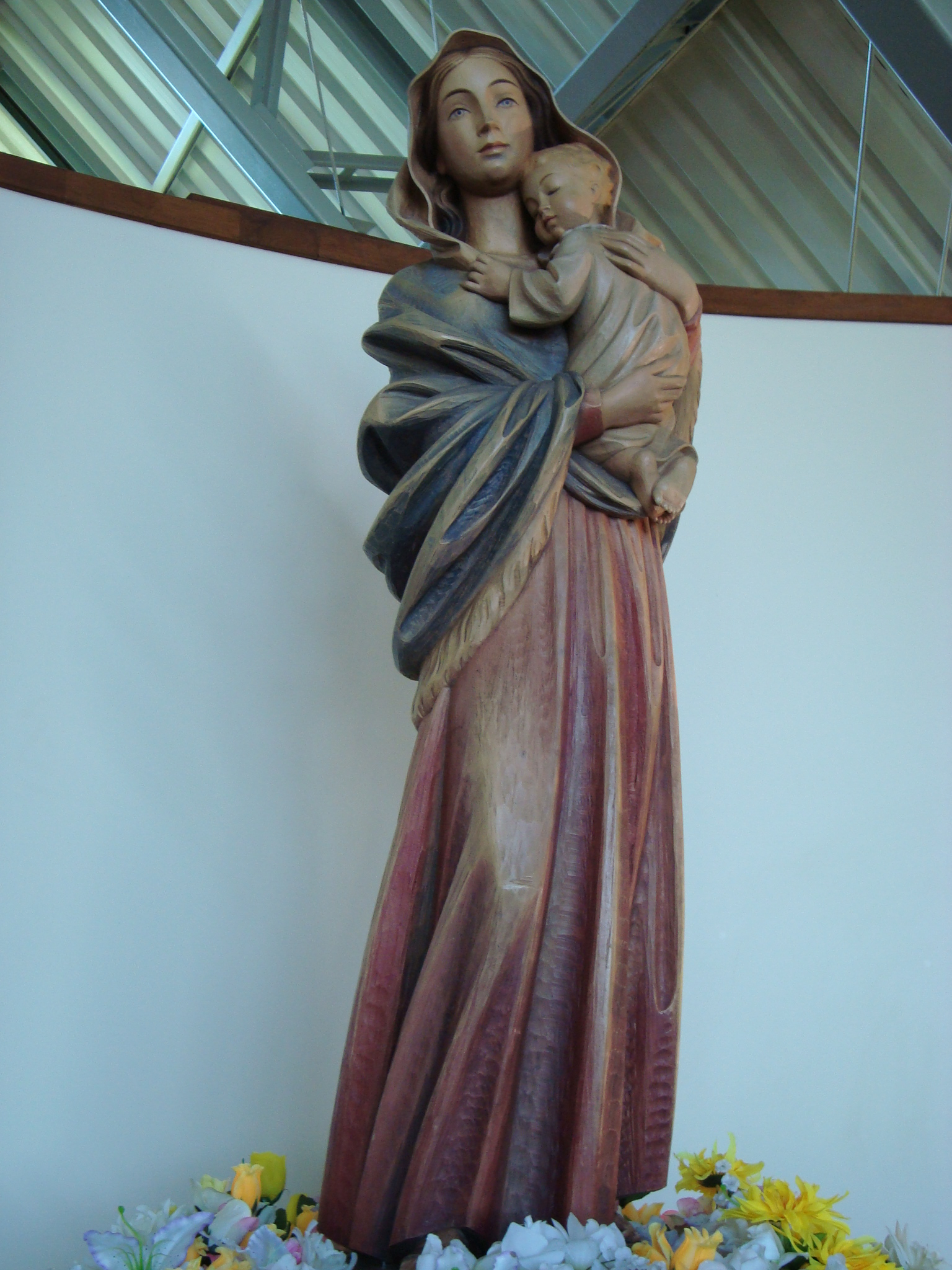
Imagem da Padroeira no Santuário Arquidiocesano Nossa Senhora Mãe de Deus.

A Arquidiocese de Porto Alegre tem como padroeira, Nossa Senhora Mãe de Deus, esta também é padroeira da cidade de Porto Alegre, desde o dia 18 de janeiro de 1773, quando a então chamada Freguesia de São Francisco das Chagas, padroeiro do Porto dos Casais (que daria origem futuramente a cidade de Porto Alegre), foi mudada para Freguesia da Madre de Deus (freguesia desmembrada de Viamão), por Dom Frei Antônio do Desterro Malheiros, OSB; (conhecido por Dom Antônio do Desterro) Bispo de São Sebastião do Rio de Janeiro.

## Demografia e paróquias
Em 2010, a arquidiocese contava com uma população aproximada de 3.161.391 habitantes (sendo que destes 2.353.399 se professam católicos), que abrange 29 municípios - Porto Alegre, Canoas, Esteio, Sapucaia do Sul, Nova Santa Rita, Gravataí, Glorinha, Alvorada, Cachoeirinha, Viamão, Guaíba, Arambaré, Arroio dos Ratos, Barão do Triunfo, Barra do Ribeiro, Butiá, Camaquã, Cerro Grande do Sul, Charqueadas, Chuvisca, Cristal, Eldorado do Sul, General Câmara, Mariana Pimentel, Minas do Leão, São Jerônimo, Sentinela do Sul, Sertão Santana e Tapes. O território da Arquidiocese é de 13.529,811 km², organizado em 156 paróquias (das quais 84, na cidade de Porto Alegre), sendo 32 de religiosos. Tem 4 vicariatos territoriais e 1 temático ou ambiental: Porto Alegre, Guaíba (em processo para tornar-se diocese), Gravataí e Canoas e o vicariato da Cultura. Possui 738 comunidades, 16 diaconias, 199 sacerdotes, 59 diáconos permanentes, 2.561 catequistas e 2.784 Ministros Extraordinários da Sagrada Comunhão.

### Vicariatos
A Arquidiocese de Porto Alegre está organizada em regiões episcopais, chamadas de Vicariatos (podendo ser territoriais ou ambientais). Criados em 6 de abril de 2001, sob a inspiração do arcebispo Dom Dadeus Grings, que visava um melhor trabalho pastoral na Arquidiocese.
Cada vicariato tem em sua liderança um vigário episcopal, que responde diretamente ao arcebispo, e um coordenador de pastoral; a partir destes é colocado em prática no vicariato o Plano de Ação Evangelizadora da Arquidiocese, com conselho de pastoral, padres (alguns escolhidos como referenciais das pastorais permanentes) e lideranças leigas que motivam a caminhada da Igreja em seus vicariatos.
Além dos 4 vicariatos territoriais a Arquidiocese tem um vicariato temático: Vicariato da Cultura. Este vicariato também possui um vigário episcopal e um coordenador de pastoral; ao contrário dos demais não possui jurisdição sob um território, mas sob organismos de pastorais.

#### Vicariato de Porto Alegre
O Vicariato de Porto Alegre foi criado no dia 8 de março de 2001. Tem uma área de 496.827 km²; sua população é de 1 409 939 hab, sendo que 73,15% se professam católicos.
Contém 84 paróquias, das quais 22 são de religiosos e tem 188 comunidades. É dividida em 5 áreas pastorais. Desde a sua criação, o vicariato teve como vigários episcopais: Mons. Máximo Benvegnú: (2001 - 2005); Dom Remídio José Bohn: (2005 - 2010); Dom Dadeus Grings: (2011 - 2013); Pe. Cirineu Furlanetto: (2014 - 2016); Frei Luiz Sebastião Turra, OFMCap: (2016 - 2019); Pe. Pedro Alberto Kunrath (2019 - atual)

#### Vicariato de Canoas
O Vicariato de Canoas foi criado no dia 8 de março de 2001. Tem uma área de 435.152 km², que abrange 4 municípios: Canoas, Esteio, Sapucaia do Sul e Nova Santa Rita. Sua população é de 431.462 hab, sendo que 77,27% se professam católicos.
Contém 25 paróquias, das quais 4 são de religiosos e tem 112 comunidades. É dividida em 5 áreas pastorais. Desde a sua criação, o vicariato tem como vigário episcopal: Côn. Bonifácio Schmidt: (2001 - 2010); Dom Agenor Girardi: (2011 - 2015); Pe. Darley José Kummer: (2015 - 2019); Pe. Cirineu Furlanetto (2019 - 2020); Pe. Francisco Grasseli (2020-atual).

#### Vicariato de Gravataí
O Vicariato de Gravataí foi criado no dia 8 de março de 2001. Tem uma área de 2.396.239 km², que abrange 5 municípios: Gravataí, Glorinha, Alvorada, Cachoeirinha e Viamão. Sua população é de 605.141 hab, sendo que 74,17% se professam católicos.
Contém 28 paróquias, das quais 6 são de religiosos e tem 166 comunidades. É dividida em 4 áreas pastorais. Desde a sua criação, o vicariato teve como vigários episcopais: Monsenhor Aloísio Irineo Flach: (2001 - 2006); Dom Alessandro Carmelo Ruffinoni, CS: (2006 - 2010); Mons. Aloísio Irineo Flach: (2010 - 2011); Dom Jaime Spengler, OFM: (2011 - 2013); Pe. Gelson Luiz de Fraga Ferreira (2014 - 2018); Pe. Moises Antônio Dalcin (2018 - 2019); Pe. josé Inácio Santanna Messa (2019 - 2024); Pe. Léo Hastenteufel (2024 - atual) .

#### Vicariato de Guaíba
O Vicariato de Guaíba foi criado no dia 8 de março de 2001. Inicialmente chamava-se Vicariato Guaíba-Camaquã, pois tinha sua sede na cidade de Camaquã, depois com a presença do vigário episcopal sendo bispo, passou sua sede para Guaíba. Tem uma área de 10.201.593 km², que abrange 19 municípios: Guaíba, Arambaré, Arroio dos Ratos, Barão do Triunfo, Barra do Ribeiro, Butiá, Camaquã, Cerro Grande do Sul, Charqueadas, Chuvisca, Cristal, Eldorado do Sul, General Câmara, Mariana Pimentel, Minas do Leão, São Jerônimo, Sentinela do Sul, Sertão Santana e Tapes.  Sua população é de 285.426 hab, sendo que 75,67% se professam católicos.
Contém 21 paróquias e tem 272 comunidades. É dividida em 3 áreas pastorais. Desde a sua criação, o vicariato teve como vigários episcopais: Mons. Liro Vendelino Meurer (hoje Bispo da Diocese de Santo Ângelo): (2001 - 2004); Dom Jacinto Inácio Flach (atual bispo da Diocese de Criciúma): (2004 - 2009); Dom Remídio José Bohn (falecido em 2011): (2010 - 2012); Pe. Léo Hastenteufel: (2012 - 2014); Pe. Bonifácio Zimmer (2014 - 2019); Pe. Adilson Correa da Fonseca (2019 - Atual).

### Coordenadorias

#### Coordenadoria de Pastoral
A Arquidiocese tem como Coordenador de Pastoral: Pe. Ilário Flach.

#### Setor Comunicação
Em abril de 2014, o Arcebispo Dom Jaime Spengler criou a Coordenadoria da Comunicação, que visa promover a comunicação interna da arquidiocese com os demais setores da sociedade.
Como coordenadoria tem o seu 1.º Coordenador: Pe. Cesar Leandro Padilha: (2014 (já chefiava o Setor de Comunicação da Arquidiocese desde o episcopado de Dom Dadeus Grings) - 2015); Dom Leomar Brustolin (2015 - 2021). Novamente o Pe; Cesar leandro Padilha assume como referencial para o setor Comunicação, da Arquidiocese.

### Diaconias
As Diaconias foram criadas no episcopado de Dom Dadeus Grings, em 2001 e algumas nos anos seguintes, para estarem a frente da dimensão da caridade. Atuam diretamente junto as pastorais sociais da Arquidiocese.
Cada diaconia tem em sua liderança um diácono, que coordena uma equipe e procura traçar ações de Promoção Humana. A Arquidiocese de Porto Alegre tem 16 diaconias, que são as seguintes: Diaconia Bom Samaritano, Diaconia Dom Vicente Scherer, Diaconia João Paulo II, Diaconia Madre Teresa de Calcutá, Diaconia Nossa Senhora dos Anjos, Diaconia Nossa Senhora do Rosário, Diaconia Santa Isabel, Diaconia Santo Antônio, Diaconia Santo Efrém, Diaconia Santo Estevão, Diaconia São Francisco de Assis, Diaconia São José, Diaconia São Lourenço, Diaconia da Esperança e Diaconia Santa Teresinha.

## Eventos Sediados
A Arquidiocese de Porto Alegre sediou alguns importantes eventos em sua história. Em 1948 sediou o Quinto Congresso Eucarístico Nacional; em 1981 a visita do Papa João Paulo II; em 2007 o Primeiro Fórum da Igreja Católica no Rio Grande do Sul; em 2010, o Sexto Mutirão Brasileiro de Comunicação e a primeira beatificação em Porto Alegre da Beata Bárbara Maix.

## Bispos e Arcebispos
|                     | Nome                                       | Período      | Notas                               |
| Arcebispos          | Arcebispos                                 | Arcebispos   | Arcebispos                          |
| ------------------- | ------------------------------------------ | ------------ | ----------------------------------- |
| 7.º                 | Jaime Cardeal Spengler, O.F.M.             | 2013 - atual | Arcebispo Metropolitano             |
| 6.º                 | Dadeus Grings                              | 2001 - 2013  | Arcebispo Emérito                   |
| 5.º                 | Altamiro Rossato, C.Ss.R.                  | 1991 - 2001  | falecido em 2014                    |
| 4.º                 | João Cláudio Colling                       | 1981 - 1991  | falecido em 1992                    |
| 3.º                 | Alfredo Vicente Cardeal Scherer            | 1946 - 1981  | falecido em 1996                    |
| 2.º                 | João Batista Becker                        | 1912 - 1946  | falecido em 1946                    |
| 1.º                 | Cláudio José Gonçalves Ponce de Leão, C.M. | 1910 - 1912  | falecido em 1924                    |
| Arcebispo-coadjutor |                                            |              |                                     |
|                     | Dadeus Grings                              | 2000 - 2001  |                                     |
|                     | Altamiro Rossato, C.Ss.R.                  | 1989 - 1991  |                                     |
| Bispos              |                                            |              |                                     |
| 3.º                 | Cláudio José Gonçalves Ponce de Leão, C.M. | 1890 - 1910  | Elevado à Arcebispo                 |
| 2.º                 | Sebastião Dias Laranjeira, CM              | 1861 - 1888  |                                     |
| 1.º                 | Feliciano José Rodrigues de Araújo Prates  | 1853 - 1858  | Primeiro Bispo do Rio Grande do Sul |
| Bispo-coadjutor     |                                            |              |                                     |
|                     | João Antônio Pimenta                       | 1906 - 1911  | Nomeado Bispo de Montes Claros      |
| Bispos auxiliares   |                                            |              |                                     |
|                     | Odair Miguel Gonsalves dos Santos, C.M.    | 2023-        | Atual                               |
|                     | Juarez Albino Destro, R.C.I.               | 2023 -       | Bispo-auxiliar atual                |
|                     | Bertilo João Morsch                        | 2022 -       | Bispo-auxiliar atual                |
|                     | Darley José Kummer                         | 2019 -       | Bispo-auxiliar atual                |
|                     | Adilson Pedro Busin, C.S.                  | 2016-2023    | Nomeado Bispo de Tubarão            |
|                     | Aparecido Donizete de Souza                | 2015-2022    | Nomeado Bispo auxiliar de Cascavel  |
|                     | Leomar Antônio Brustolin                   | 2015 - 2021  | Nomeado Arcebispo de Santa Maria    |
|                     | Agenor Girardi, M.S.C.                     | 2010 - 2015  | Nomeado Bispo de União da Vitória   |
|                     | Jaime Spengler, O.F.M.                     | 2010 - 2013  | Elevado a Arcebispo Metropolitano   |
|                     | Remídio José Bohn                          | 2006 - 2011  | Nomeado Bispo de Cachoeira do Sul   |
|                     | Alessandro Carmelo Ruffinoni, C.S.         | 2006 - 2010  | Nomeado Bispo de Caxias do Sul      |
|                     | Jacinto Inácio Flach                       | 2004 - 2009  | Nomeado Bispo de Criciúma           |
|                     | Eduardo Benes de Sales Rodrigues           | 1998 - 2001  | Nomeado Bispo de Lorena             |
|                     | José Clemente Weber                        | 1994 - 2004  | Nomeado Bispo de Santo Ângelo       |
|                     | Osvino José Both                           | 1990 - 1995  | Nomeado Bispo de Novo Hamburgo      |
|                     | Thadeu Gomes Canellas                      | 1984 - 1999  | Nomeado Bispo de Osório             |
|                     | José Mário Stroeher                        | 1983 - 1985  | Nomeado Bispo de Rio Grande         |
|                     | Urbano José Allgayer                       | 1974 - 1982  | Nomeado Bispo de Passo Fundo        |
|                     | Antônio do Carmo Cheuiche, O.C.D.          | 1971 - 2001  | Bispo auxiliar                      |
|                     | José Ivo Lorscheiter                       | 1966 - 1974  | Nomeado Bispo de Santa Maria        |
|                     | Edmundo Luís Kunz                          | 1955 - 1988  | Bispo auxiliar                      |

## Estatísticas
Segundo o Anuário Pontifício, a Arquidiocese de Porto Alegre, ao término de 2004 com uma população de 3.306.657 habitantes, contava com 2.475.398 de batizados, correspondente a 74,9% do total da população.
| Ano  | Católicos | Total da população | Percentual de católicos | Padres diocesanos | Padres religiosos | Total de padres | Católicos por padres | Diáconos permanentes | Religiosos | Religiosas | Paróquias |
| 1950 | 950.000   | 1.210.000          | 78,5%                   | 179               | 232               | 411             | 2,311                |                      | 869        | 1.499      | 137       |
| 1965 | 1.260.000 | 1.562.490          | 80,6%                   | 233               | 251               | 484             | 2,603                |                      | 874        | 2.539      | 157       |
| 1970 | 1.850.000 | 2.309.730          | 80,1%                   | 238               | 286               | 524             | 3,530                | 6                    | 721        | 2.548      | 174       |
| 1976 | 1.980.000 | 2.381.230          | 83,2%                   | 216               | 266               | 482             | 4,107                | 11                   | 796        | 2.700      | 182       |
| 1980 | 2.202.000 | 2.648.000          | 83,2%                   | 224               | 281               | 505             | 4,360                | 19                   | 735        | 2.303      | 186       |
| 1990 | 2.423.000 | 3.034.473          | 79,8%                   | 196               | 170               | 366             | 6,620                | 30                   | 589        | 1.870      | 167       |
| 1999 | 2.608.707 | 3.265.577          | 79,9%                   | 224               | 263               | 487             | 5,356                | 21                   | 534        | 1.650      | 160       |
| 2000 | 2.608.707 | 3.265.577          | 79,9%                   | 219               | 263               | 482             | 5,412                | 24                   | 687        | 1.650      | 160       |
| 2001 | 2.972.749 | 3.304.054          | 90%                     | 247               | 280               | 527             | 5,640                | 21                   | 720        | 1.828      | 167       |
| 2002 | 2.990.500 | 3.304.054          | 90,5%                   | 236               | 212               | 448             | 6,675                | 16                   | 662        | 1.900      | 176       |
| 2003 | 2.475.398 | 3.306.657          | 74,9%                   | 234               | 194               | 428             | 5,783                | 22                   | 570        | 1.317      | 179       |
| 2004 | 2.475.398 | 3.306.657          | 74,9%                   | 226               | 174               | 400             | 6,188                | 33                   | 514        | 1.521      | 177       |
| 2008 | 2.475.398 | 3.509.301          | 74,9%                   | 224               | 186               | 434             | 6,188                | 41                   | 225        | 1.449      | 183       |
| 2009 | 2.401.782 | 3.227.700          | 74,4%                   | 190               | 165               | 385             | 6,238                | 47                   | 190        | 1.312      | 155       |
| 2010 | 2.353.999 | 3.161.391          | 74,44%                  | 199               | 179               | 378             | 6.227                | 59                   | 213        | 1213       | 156       |
| 2014 | 1.691.540 | 3.157.597          | 53,57%                  | 209               | 165               | 374             | 4.522                | 59                   | 154        | 1186       | 157       |